# Brad Dourif
 (juin 2016).
Si vous disposez d'ouvrages ou d'articles de référence ou si vous connaissez des sites web de qualité traitant du thème abordé ici, merci de compléter l'article en donnant les références utiles à sa vérifiabilité et en les liant à la section « Notes et références ».
Bradford « Brad » Dourif, né le 18 mars 1950 à Huntington, en Virginie-Occidentale, est un acteur américain.
Il est notamment connu pour avoir joué Billy Bibbit dans Vol au-dessus d'un nid de coucou (1975), Gríma « Langue de serpent » dans la trilogie Le Seigneur des anneaux de Peter Jackson (2002-2003), Doc Cochran dans la série Deadwood (2004-2006), puis le téléfilm Deadwood (2019) ainsi que pour avoir prêté sa voix à Chucky dans la série de films Chucky (1988–2017), ainsi que dans la série télévisée du même nom (2021).
Il joue également dans les films Dune (1984), Blue Velvet (1986), Mississippi Burning (1988), Alien, la résurrection (1997) et prête sa voix à Piero Joplin dans le premier jeu Dishonored (2012).

## Biographie

### Jeunesse, formation & débuts
Né à Huntington (Virginie-Occidentale), Bradford Claude Dourif est le fils de Joan Felton née Bradford, actrice, et Jean Henri Dourif, un collectionneur d'art français qui possédait une usine de teinture. Après la mort de son père en 1953, sa mère s'est remariée avec le joueur de golf William C. Campbell qui s'est occupé de Brad et de ses cinq frères et sœurs. De 1963 à 1965, Dourif a étudié à l'école privée Aiken Preparatory School, à Aiken (Caroline du Sud) et a développé ses intérêts pour l'art et le cinéma. Bien qu'il ait brièvement envisagé de devenir artiste, il s'est finalement décidé pour le métier d'acteur grâce au concours de sa mère qui était comédienne dans un théâtre communautaire. Après l'Aiken Preparatory School, il est allé dans une autre école privée, à Colorado Springs. Là, il obtient un diplôme en 1969. Il s'est ensuite inscrit à l'Université Marshall, peu de temps avant de se rendre à New York pour étudier le théâtre sur les conseils de Conchata Ferrell.

### Carrière
Après ses débuts dans des productions scolaires, il s'est engagé dans le théâtre communautaire avec les comédiens de Huntington tout en continuant de suivre ses cours à la Marshall University. À New York, il a travaillé avec la Circle Repertory Company.
Au début des années 1970, Dourif est apparu dans un certain nombre de pièces à Broadway et à Woodstock (New York), tels que The Ghost Sonata, Le Médecin malgré lui et When You Comin' Back, Red Ryder?. Il rencontre le réalisateur Miloš Forman qui le choisit pour jouer dans Vol au-dessus d'un nid de coucou. Son interprétation lui vaut en 1976 le British Academy Film Award du meilleur acteur dans un second rôle et une nomination à l'Oscar du meilleur acteur dans un second rôle, ainsi qu'un British Academy Film Award du meilleur acteur dans un second rôle l'année suivante. Dourif, sceptique sur le fait de rencontrer si rapidement le succès, retourne néanmoins à New York où il continue à jouer au théâtre jusqu'en 1988.

### Parcours
Il joue fréquemment des personnages excentriques ou dérangés, notamment dans Les Yeux de Laura Mars (1978), Le Malin (1979) et Ragtime (1981). Il a également tourné avec David Lynch pour les films Dune (1984) et Blue Velvet (1986) et est apparu en 1984 dans le clip Stranger in Town du groupe Toto.
Il a participé à un certain nombre de films d'horreur, notamment en prêtant sa voix à la poupée tueuse Chucky dans Jeu d'enfant (1988) et ses suites, mais aussi dans L'Exorciste, la suite (1990) dans le rôle du tueur Gémeaux. L'acteur s'est essayé à d'autres genres avec Beauté fatale (1987), Mississippi Burning (1988), Secret défense (Hidden Agenda, 1990) et London Kills Me (1991) avant d'incarner Gríma « Langue de serpent » dans la trilogie Le Seigneur des anneaux de Peter Jackson.
À la télévision, Dourif a tenu le rôle de Luther Lee Boggs dans l'épisode Le Message de la série X-Files : Aux frontières du réel. Il a aussi été Lon Suder, un psychopathe Bétazoïde meurtrier, dans trois épisodes de la série Star Trek: Voyager et est apparu en tant qu'invité dans Babylon 5. En 1984, il a joué un homme suspecté d'être un tueur en série dans la série télévisée britannique Bizarre, bizarre.
Fan de jeux vidéo, il est apparu dans le rôle de Saavedro dans Myst III: Exile (2001), le troisième jeu vidéo de la franchise de Myst, mais aussi dans celui du pasteur sadomasochiste dans le western Gun (2005), porté par Thomas Jane avec une distribution prestigieuse comportant notamment Lance Henriksen, Kris Kristofferson ou encore Tom Skerritt,.
De 2004 à 2006, Dourif joue notamment Doc Cochran dans la série western plébiscitée de HBO, Deadwood. Ce rôle lui permet d'obtenir une nomination en tant que Meilleur acteur dans un second rôle dans une série dramatique aux Emmy Awards de 2004. La série est annulée après trois saisons.
Il a joué par la suite le Shérif Brackett dans les films d'horreur de Rob Zombie Halloween (2007) et Halloween 2 (2009).
En 2011, il apparait en tant qu'invité dans le dernier épisode de la troisième saison de la série de science-fiction Fringe.
En 2012, il prête sa voix à l'inventeur Piero Joplin dans le jeu vidéo d'action-aventure acclamé Dishonored du studio Arkane Studios.
En 2013 et en 2017, Dourif prête à nouveau sa voix au personnage de Chucky dans La Malédiction de Chucky et Le Retour de Chucky, films dans lequel sa fille, Fiona Dourif, affronte la poupée tueuse.
En 2019, il reprend treize ans plus tard le rôle de Doc Cochran dans un téléfilm de conclusion à la série Deadwood. Retrouvant un rôle, il en perd un autre, Dourif étant remplacé la même année par Mark Hamill dans un film reboot de la franchise Child's Play. Malgré tout, il reprend le personnage pour les besoins d'une série télévisée diffusée depuis 2021 sur Syfy et USA Network.

## Filmographie

### Cinéma
- 1975 : W.W. and the Dixie Dancekings de John G. Avildsen : apparition non-créditée au générique
- 1975 : Vol au-dessus d'un nid de coucou (One Flew Over the Cuckoo's Nest) de Miloš Forman : Billy Bibbit
- 1977 : Portrait de groupe avec dame (Gruppenbild mit Dame) de Aleksandar Petrović : Boris Koltowski
- 1978 : Les Yeux de Laura Mars (Eyes of Laura Mars) de Irvin Kershner : Tommy Ludlow
- 1979 : Le Malin (Wise Blood) de John Huston : Hazel Motes
- 1980 : La Porte du paradis (Heaven's Gate) de Michael Cimino : M. Eggleston
- 1981 : Ragtime de Miloš Forman : le plus jeune des frères
- 1984 : Dune de David Lynch : Piter De Vries
- 1985 : Istanbul de Marc Didden : Martin Klamsky
- 1986 : Blue Velvet de David Lynch : Raymond
- 1986 : Impure Thoughts de Michael A. Simpson : Kevin Harrington
- 1987 : Medium Rare de Paul Madden : Mitch
- 1987 : Beauté fatale (Fatal Beauty) de Tom Holland : Leo Nova
- 1988 : Jeu d'enfant (Child's Play) de Tom Holland : Charles Lee Ray / Chucky (voix)
- 1988 : Mississippi Burning d'Alan Parker : le shérif-adjoint Pell
- 1989 : Sonny Boy de Robert Martin Carroll : Weasel
- 1990 : Spontaneous Combustion de Tobe Hooper : Sam
- 1990 : L'Exorciste, la suite (The Exorcist III : Legion) de William Peter Blatty : Le tueur Gémeaux / James Venamun
- 1990 : Horseplayer de Kurt Voss : Bud Cowan
- 1990 : Secret défense (Hidden Agenda) de Ken Loach : Paul Sullivan
- 1990 : Grim Prairie Tales de Wayne Coe : Farley
- 1990 : La Créature du cimetière (Graveyard Shift) de Ralph S. Singleton : Tucker Cleveland / l'exterminateur
- 1990 : Chucky, la poupée de sang (Child's Play 2) de John Lafia : Chucky (voix)
- 1991 : Murder Blues d'Anders Palm : John Barnes
- 1991 : Chaindance d'Allan A. Goldstein : Johnny Reynolds
- 1991 : Jungle Fever de Spike Lee : Leslie
- 1991 : Body Parts d'Eric Red : Remo Lacey
- 1991 : Chucky 3 de Jack Bender : Chucky (voix)
- 1991 : Cerro Torre, le cri de la roche (Cerro Torre : Schrei aus Stein) de Werner Herzog : Fingerless
- 1991 : London Kills Me d'Hanif Kureishi : Hemingway
- 1992 : Final Judgement de Louis Morneau : le père Tyrone
- 1992 : Critters 4 de Rupert Harvey : Al Bert
- 1993 : Amos et Andrew (Amos & Andrew) d'E. Max Frye : l'officier de police Donnie Donaldson
- 1993 : Trauma de Dario Argento : le docteur Lloyd
- 1994 : A Worn Path de Bruce Schwartz (Court métrage) : le chasseur
- 1994 : Color of Night de Richard Rush : Clark
- 1994 : Death Machine de Stephen Norrington : Jack Dante
- 1995 : Meurtre à Alcatraz (Murder in the First) de Marc Rocco : Byron Stamphill
- 1995 : Phoenix de Troy Cook : Reiger
- 1996 : Sworn to Justice de Paul Maslak : Teddy
- 1996 : A Step Toward Tomorrow de Deborah Reinisch : Kirby
- 1997 : Jamaica Beat de Mark Melnick : Tom Peterson
- 1997 : Le Veilleur de nuit (Nightwatch) d'Ole Bornedal : le médecin de garde
- 1997 : Best Men de Tamra Davis : John "Gonzo" Coleman
- 1997 : Alien, la résurrection (Alien: Resurrection) de Jean-Pierre Jeunet : le docteur Jonathan Gediman
- 1998 : Playing Patti de Adam Friedman
- 1998 : Supersens de Penelope Spheeris : le docteur Thomas Wheedon
- 1998 : L'Enfant du futur (Progeny) de Brian Yuzna : le docteur Bert Clavell
- 1998 : Urban Legend de Jamie Blanks : Michael McDonnell
- 1998 : La Fiancée de Chucky (Bride of Chucky) de Ronny Yu : Chucky (voix)
- 1998 : Brown's Requiem de Jason Freeland : Edwards
- 1999 : The Storytellers de James D.R. Hickox : le professeur
- 1999 : A Tekerölantos naplója de Gábor Dettre : Gabriel
- 1999 : Interceptors de Phillip J. Roth : Weber
- 1999 : Silicon Towers de Serge Rodnunsky : Alton
- 2000 : Shadow Hours d'Isaac H. Eaton : Roland Montague
- 2000 : The Prophecy 3: The Ascent de Patrick Lussier : le zélote
- 2000 : Cypress Edge de Serge Rodnunsky : Colin McCammon
- 2001 : The Ghost de Douglas Jackson : Lt. Garland
- 2001 : Chasseurs de démons (Soulkeeper), de Darin Ferriola : Pascal
- 2002 : Le Seigneur des anneaux : Les Deux Tours (The Two Towers) de Peter Jackson : Gríma « Langue de serpent »
- 2002 : The Calling de Damian Chapa : B.B. Gallen
- 2003 : The Box de Richard Pepin : Stan
- 2003 : Vlad de Michael D. Sellers : Radescu
- 2003 : Le Seigneur des anneaux : Le Retour du roi (The Lord of the Rings : The Return of the King) de Peter Jackson : Gríma « Langue de serpent » (version longue du film)
- 2004 : The Devil's Due at Midnight d'Edward L. Plumb (Court métrage) : le Prince des Ténèbres
- 2004 : The Hazing de Rolfe Kanefsky : professeur Kapps
- 2004 : El padrino de Damian Chapa : Cyrus
- 2004 : Le Fils de Chucky (Seed of Chucky) de Don Mancini : Chucky (voix)
- 2005 : The Great War of Magellan de Richard Hatch
- 2005 : Sexy à mort (Drop Dead Sexy) de Michael Philip : Herman
- 2005 : The Wild Blue Yonder de Werner Herzog : l’extraterrestre
- 2006 : Pulse de Jim Sonzero : l'homme maigre
- 2007 : Sinner de Marc Benardout : Caddie
- 2007 : The List de Gary Wheeler : Johan Gabini
- 2007 : Le Sorcier macabre (The Wizard of Gore) de Jeremy Kasten : le docteur Chong
- 2007 : Halloween de Rob Zombie : le shérif Lee Brackett
- 2008 : Humboldt County, de Darren Grodsky et Danny Jacobs : Jack
- 2008 : Touching Home (en) de Logan Miller et Noah Miller : Clyde Winston
- 2008 : Born of Earth de Tommy Brunswick : le maire
- 2009 : Lock and Roll Forever de Chris Grismer : Zee
- 2009 : Halloween 2 de Rob Zombie : le shérif Lee Brackett
- 2009 : Bad Lieutenant : Escale à la Nouvelle-Orléans (Bad Lieutenant: Port of Call New Orleans) de Werner Herzog : Ned Schoenholtz
- 2009 : Dans l'œil d'un tueur (My Son, My Son, What Have Ye Done) de Werner Herzog : oncle Ted
- 2010 : Junkyard Dog (cy) de Kim Bass : le shérif Holk
- 2010 : Chain Letter de Deon Taylor : Monsieur Smirker
- 2010 : Fading of the Cries de Brian Metcalf : Mathias
- 2010 : Death and Cremation de Justin Steele : Stan
- 2011 : Last Kind Words de Kevin Barker : Waylon
- 2011 : Sans compromis (Catch .44) d'Aaron Harvey : le shérif Connors
- 2011 : Few Options de George A. Pappy Jr. : Chris Pendler
- 2011 : Priest de Scott Charles Stewart : le marchand
- 2012 : Avarice de Matthew Schilling : Tom
- 2013 : Gingerclown de Balázs Hatvani : le ver (voix)
- 2013 : Blood Shot de Dietrich Johnston : Bob
- 2013 : Malignant de Brian Avenet-Bradley : l'homme mystérieux
- 2013 : La Malédiction de Chucky (Curse of Chucky) de Don Mancini : Chucky (voix)
- 2014 : The Control Group de Peter Hurd : le docteur Broward
- 2015 : Rosemont de Daniel Petrie Jr. : Abe
- 2017 : Le Retour de Chucky (Cult of Chucky) de Don Mancini : Chucky (voix)
- 2018 : Wildling de Fritz Böhm : "Daddy"

### Télévision

#### Téléfilms
- 1976 : The Mound Builders de Ken Campbell : Chad Jasker
- 1978 : Sergeant Matlovich vs. the U.S. Air Force de Paul Leaf : le sergent Leonard Matlovich
- 1980 : Guyana Tragedy: The Story of Jim Jones de William A. Graham : David Langtree
- 1982 : Kennedy's Children de Merrill Brockway et Marshall W. Mason : Mark
- 1982 : Les vampires n'existent pas de John Llewellyn Moxey : Paul
- 1986 : Vengeance, l'histoire de Tony Cimo de Marc Daniels : Lamar Sands (personnage composite créé pour le film parce que Donald Henry Gaskins n'a pas autorisé l'utilisation de son nom)
- 1986 : Rage of Angels: The Story Continues de Paul Wendkos : Seymour Bourne
- 1989 : Terreur sur l'autoroute (Terror on Highway 91) de Jerry Jameson : Keith Evans
- 1989 : Desperado: The Outlaw Wars d'E. W. Swackhamer : Camillus Fly
- 1995 : Escape from Terror: The Teresa Stamper Story de Michael Scott : le shérif Bill Douglass
- 1995 : Le Mystère de la montagne ensorcelée (Escape to Witch Mountain) de Peter Rader : Bruno l'ermite/Luthor
- 1996 : Black-Out (Midnight Heat) d'Allan A. Goldstein : Thomas Payne
- 1996 : Les Yeux d'un tueur (If Looks Could Kill) de Sheldon Larry : Eugene « Gene » Hanson
- 2010 : Turbulences en plein vol (Turbulent Skies) de Fred Olen Ray : Richard
- 2011 : Miami Magma (Swamp Volcano) de Todor Chapkanov : Jacob Capilla
- 2013 : Le Jour de l'Apocalypse (End of the World) de Steven R. Monroe : le docteur Walter Brown
- 2016 : The Wilding de Ciarán Foy : David Stearns
- 2019 : Deadwood: The Movie de Daniel Minahan : le docteur Amos « Doc » Cochran

#### Séries télévisées
- 1977 : Visions (en), série télévisée : Robert McEvoy
- 1979 : Studs Lonigan (Mini-série) de James T. Farrell : Danny O'Neill
- 1984 : Bizarre, bizarre (Tales of the Unexpected) de Roald Dahl, saison 7, épisode 5 "Number Eight" : l'auto-stoppeur
- 1986 : Equalizer de Michael Sloan et Richard Lindheim, saison 1, épisode 14 Out of the Past : Fenn
- 1986 : Spenser de John Wilder, saison 1, épisode 21 "Rage" : Maxie Lyons
- 1986 : Clair de lune de Glenn Gordon Caron, saison 3, épisode 5 "Mortelle confession" (All Creatures Great… And Not So Great) : le père McDonovan
- 1987 : Deux flics à Miami d'Anthony Yerkovich, saison 3, épisode 16 Theresa : le dealer Joey Wyatt
- 1987 : Le Voyageur de Lewis Chesler et Riff Markowitz, saison 4, épisode 7 The Legendary Billy B. : Billy Baltimore Jr.
- 1989 : Arabesque de Peter S. Fischer, Richard Levinson et William Link, saison 5, épisode 13 Diables et magie noire (Fire Burn, Cauldron Bubble) : le docteur Warren Overman
- 1993 : Wild Palms (Mini-série) de Bruce Wagner : Chickie Levitt
- 1993 : Les Contes de la crypte, saison 5, épisode 5 Des Frères très soudés (People Who Live in Brass Hearses) : Virgil DeLuca
- 1994 : X-Files : Aux frontières du réel, saison 1, épisode 13 Le Message (Beyond the Sea) : le serial-killer Luther Lee Boggs
- 1995 : Bless This House, saison unique, épisode 10 The Postman Always Moves Twice : Psycho Jimmy
- 1995 : Babylon 5, Saison 3, épisode 5 Les Jardins de Gethsemani (Passing Through Gethsemane) : Frère Edward
- 1996 : Star Trek: Voyager, saisons 2 et 3 : l'ingénieur bétazoïde Lon Suder (3 épisodes)
- 1997 : Millennium : Dennis Hoffman (saison 1, épisode 13)
- 1999 : Les Sept Mercenaires : Rupert Brauner (saison 2, épisode 8)
- 1999 : The Norm Show : Le Diable (saison 2, épisode 7)
- 1999 : Les Prédateurs : Manno ( saison 2, épisode 9)
- 2001-2002 : Ponderosa de Beth Sullivan : Maurice « Frenchy » Devereaux (8 épisodes)
- 2004-2006 : Deadwood de David Milch : le docteur Amos "Doc" Cochran (33 épisodes)
- 2008 : New York, police judiciaire de Dick Wolf : le docteur David Lingard (saison 18, épisode 1)
- 2010 : New York, unité spéciale : le docteur Iggy Drexel (saison 11, épisode 21)
- 2011 : Fringe de J. J. Abrams, Alex Kurtzman et Roberto Orci : le docteur Moreau (saison 3, épisode 22)
- 2011 : Psych : Enquêteur malgré lui (Psych) de Steve Franks : Bernie Bethel (saison 6, épisode 6)
- 2012-2014 : Once Upon a Time : Zoso (2 épisodes)
- 2012 : Wilfred : P.T. (saison 2, épisode 11)
- 2012 : Esprits criminels : Adam Rain (saison 8, épisode 10)
- 2013 : Blood and Guts with Scott Ian : Chucky (voix)
- 2014 : Marvel : Les Agents du SHIELD : Thomas Nash (saison 1, épisode 16)
- 2021–2024 : Chucky : Chucky (voix)

## Ludographie
- 2001 : Myst III: Exile : Saavedro
- 2002 : Run Like Hell (en) : Fred
- 2005 : Gun : le révérend Josiah Reed
- 2012 : Dishonored : Piero Joplin
- 2023 : Dead by Daylight : The Good Guy (Charles Lee Ray / Chucky)

## Distinctions

### Récompenses
- Golden Globes 1976 : révélation masculine de l'année pour Vol au-dessus d'un nid de coucou
- British Academy Film Awards 1977 : meilleur acteur dans un rôle secondaire pour Vol au-dessus d'un nid de coucou
- Fangoria Chainsaw Awards 1991 : meilleur acteur dans un rôle secondaire pour Body Parts
- Online Film Critics Society Awards 2003 : meilleure distribution pour Le Seigneur des anneaux : Les Deux Tours
- Phoenix Film Critics Society Awards 2003 : meilleure distribution pour Le Seigneur des anneaux : Les Deux Tours

### Nominations
- Oscars 1976 : meilleur acteur dans un second rôle pour Vol au-dessus d'un nid de coucou

## Voix francophones
En Version française, si Brad Dourif est doublé à deux reprises par Dominique Collignon-Maurin en 1975 dans Vol au-dessus d'un nid de coucou puis en 1976 dans Portrait de groupe avec dame, tandis que Daniel Lafourcade le double dans en premier temps en 1990 dans Combustion spontanée puis en 1993 dans Wild Palms, il est doublé par de nombreux comédiens jusqu'à la fin des années 1990. Ainsi, entre 1978 et 1999, Brad Dourif est doublé par Claude Mercutio dans Les Yeux de Laura Mars, Philippe Ogouz dans Le Malin, Bernard Woringer dans La Porte du paradis, Yves-Marie Maurin dans Ragtime, Patrick Poivey dans Dune, Marc Alfos dans Blue Velvet, Benoît Allemane dans Deux flics à Miami, Hervé Bellon dans Mississippi Burning, Edgar Givry dans L'Exorciste, la suite, Joël Martineau dans La Créature du cimetière, Éric Etcheverry dans Beauté fatale, Jean-Luc Kayser dans Jungle Fever, Emmanuel Jacomy dans X Files, Éric Legrand dans Color of Night, Jean-Philippe Puymartin dans Meurtre à Alcatraz, Pierre Laurent dans Le Veilleur de nuit, Patrick Laplace dans Alien, la résurrection ou encore Patrick Floersheim dans Silicon Towers.
À partir de la trilogie Le Seigneur des anneaux, Jean-François Vlérick devient sa voix dans la quasi-totalité de ses apparitions. Il le double notamment dans Deadwood, Bad Lieutenant : Escale à La Nouvelle-Orléans, Priest, Sans compromis, Psych : Enquêteur malgré lui ou encore Esprits criminels. En parallèle, Enrique Carballido le double dans Halloween et sa suite, tandis qu'il est doublé par Gérard Sergue dans Le Sorcier macabre et Emmanuel Karsen dans Le Jour de l'Apocalypse.